# Grace Zabriskie
Grace Zabriskie, geboren als Grace Caplinger (New Orleans, 17 mei 1941) is een Amerikaans actrice. Ze maakte in 1978 haar acteerdebuut als de weduwe Cummins in de televisiefilm The Million Dollar Dixie Deliverance en speelde sindsdien in meer dan tachtig films, meer dan honderd inclusief televisiefilms. Ze had daarnaast wederkerende rollen in televisieseries als Twin Peaks (als Sarah Palmer), Ray Donovan (als Mrs. Minassian), Big Love (als Lois Henrickson), Seinfeld (als Mrs. Ros) en Santa Barbara (als Theda Bassett).
Zabriskie is een van de actrices die meermaals in films en series van regisseur David Lynch speelde. Zo behoorde ze tot de cast van Twin Peaks (evenals de daarvan afgeleide film Twin Peaks: Fire Walk with Me en het vervolg van de serie in 2017) en was ze ook te zien in zijn films Wild at Heart en Inland Empire.

## Filmografie (selectie)
*Alleen films met een artikel op Wikipedia zijn vermeld.
| - My Son, My Son, What Have Ye Done? (2009) - License to Wed (2007) - Inland Empire (2006) - The Grudge (2004) - No Good Deed (2002) - Gone in 60 Seconds (2000) - Armageddon (1998) - Even Cowgirls Get the Blues (1993) - Twin Peaks: Fire Walk with Me (1992) - My Own Private Idaho (1991) | - Fried Green Tomatoes (1991) - Servants of Twilight (1991) - Wild at Heart (1990) - Child's Play 2 (1990) - Drugstore Cowboy (1989) - Rampage (1987) - The Big Easy (1986) - Body Rock (1984) - Blinded by the Light (1980, televisiefilm) - Blinded by the Light (film) (1979) |